# ترکیب تیم‌های جام ملت‌های اروپا ۲۰۱۲
مسابقات جام ملت‌های اروپا ۲۰۱۲ از تاریخ  ۸ ژوئن تا ۱ ژوئیه ۲۰۱۲ در کشورهای لهستان و اوکراین انجام شده‌است.
هر تیم مجاز به استفاده از ۲۳ بازیکن در پست‌های مختلف می‌باشد که در ترکیب‌های اولیه ۱۶ تیم شرکت‌کننده در ماه مه میلادی توسط سرمربی‌های تیم‌ها اعلام شده‌است.

## گروه A

### لهستان
سرمربی: فرانزیشک اسمودا
اعلام ترکیب در ۲ مه ۲۰۱۲
| ش. | پست       | بازیکن                | ت‌ت (سن)                 | بازی | گل | باشگاه                           |
| -- | --------- | --------------------- | ----------------------- | ---- | -- | -------------------------------- |
| ۱  | دروازه‌بان | وویتخ شتزنی           | ۱۸ آوریل ۱۹۹۰ (۲۲ سال)  | ۱۱   | ۰  | باشگاه فوتبال آرسنال             |
| ۲  | مدافع     | سباستین بونیش         | ۱ فوریه ۱۹۸۷ (۲۵ سال)   | ۹    | ۰  | وردر برمن                        |
| ۳  | مدافع     | گژگوژ ویکوویاک        | ۲۶ ژانویه ۱۹۸۴ (۲۸ سال) | ۱۹   | ۰  | باشگاه فوتبال لخ پوزنان          |
| ۴  | هافبک     | مارتین کامینسکی       | ۱۵ ژانویه ۱۹۹۲ (۲۰ سال) | ۳    | ۰  | باشگاه فوتبال لخ پوزنان          |
| ۵  | هافبک     | داریوش دوتکا          | ۹ دسامبر ۱۹۸۳ (۲۸ سال)  | ۶۵   | ۲  | باشگاه فوتبال اوسر               |
| ۶  | مدافع     | آدام ماتوشچیک         | ۱۴ فوریه ۱۹۸۹ (۲۳ سال)  | ۲۰   | ۱  | فورتونا دوسلدورف                 |
| ۷  | مدافع     | اوگن پولانسکی         | ۱۷ مارس ۱۹۸۶ (۲۶ سال)   | ۱۱   | ۰  | باشگاه فوتبال ماینس ۰۵           |
| ۸  | مهاجم     | مچی ریبوس             | ۱۹ اوت ۱۹۸۹ (۲۲ سال)    | ۲۲   | ۱  | باشگاه فوتبال ترک گروزنی         |
| ۹  | مهاجم     | رابرت لواندوفسکی      | ۲۱ اوت ۱۹۸۸ (۲۳ سال)    | ۴۵   | ۱۵ | بروسیا دورتموند                  |
| ۱۰ | هافبک     | لودویس اوبرانیاک      | ۱۰ نوامبر ۱۹۸۴ (۲۷ سال) | ۲۶   | ۵  | باشگاه فوتبال بوردو              |
| ۱۱ | هافبک     | رافاو مورافسکی        | ۹ اکتبر ۱۹۸۱ (۳۰ سال)   | ۴۶   | ۱  | باشگاه فوتبال لخ پوزنان          |
| ۱۲ | دروازه‌بان | گژگوژ ساندومیرسکی     | ۵ سپتامبر ۱۹۸۹ (۲۲ سال) | ۳    | ۰  | باشگاه فوتبال یاگلونیا بیاویستوک |
| ۱۳ | مدافع     | مارتین واشیلفسکی      | ۹ ژوئن ۱۹۸۰ (۳۱ سال)    | ۵۱   | ۲  | باشگاه فوتبال اندرلشت            |
| ۱۴ | مدافع     | یاکوب واوژیناک        | ۷ ژوئیه ۱۹۸۳ (۲۸ سال)   | ۲۶   | ۰  | باشگاه فوتبال لگیا ورشو          |
| ۱۵ | مدافع     | دامین پرکویس          | ۴ اکتبر ۱۹۸۴ (۲۷ سال)   | ۱۰   | ۱  | باشگاه فوتبال سوشو               |
| ۱۶ | مدافع     | یاکوب بلاژی‌کوفسکی (ک) | ۱۴ دسامبر ۱۹۸۵ (۲۶ سال) | ۵۴   | ۱۰ | بروسیا دورتموند                  |
| ۱۷ | مهاجم     | آرتور سوبیچ           | ۱۲ ژوئن ۱۹۹۰ (۲۱ سال)   | ۵    | ۱  | هانوفر ۹۶                        |
| ۱۸ | هافبک     | آدریان میژیفسکی       | ۴ نوامبر ۱۹۸۶ (۲۵ سال)  | ۲۵   | ۱  | باشگاه فوتبال ترابزون‌اسپور       |
| ۱۹ | هافبک     | رافاو ولسکی           | ۱۰ نوامبر ۱۹۹۲ (۱۹ سال) | ۳    | ۰  | باشگاه فوتبال لگیا ورشو          |
| ۲۰ | مدافع     | ووکاش پیشتچک          | ۳ ژوئن ۱۹۸۵ (۲۷ سال)    | ۲۷   | ۰  | بروسیا دورتموند                  |
| ۲۱ | مهاجم     | کمیل گروشیتسکی        | ۸ ژوئن ۱۹۸۸ (۲۴ سال)    | ۱۴   | ۰  | باشگاه فوتبال سیواس‌اسپور         |
| ۲۲ | دروازه‌بان | پشمیسواف تیتون        | ۴ ژانویه ۱۹۸۷ (۲۵ سال)  | ۸    | ۰  | باشگاه فوتبال پی‌اس‌وی آیندهوون    |
| ۲۳ | مهاجم     | پاول بروژک            | ۲۱ آوریل ۱۹۸۳ (۲۹ سال)  | ۳۶   | ۸  | باشگاه فوتبال سلتیک              |

### یونان
سرمربی:  فرناندو سانتوس
اعلام ترکیب‌های اولیه و نهایی در تاریخ‌های ۱۰ مه، ۱۷ مه و ۲۸ مه ۲۰۱۲
| ش. | پست       | بازیکن                  | ت‌ت (سن)                 | بازی | گل | باشگاه                     |
| -- | --------- | ----------------------- | ----------------------- | ---- | -- | -------------------------- |
| ۱  | دروازه‌بان | کوستاس چالکیاس          | ۳۰ مه ۱۹۷۴ (۳۸ سال)     | ۳۲   | ۰  | باشگاه فوتبال پائوک        |
| ۲  | هافبک     | جیانیس مانیاتیس         | ۱۲ اکتبر ۱۹۸۶ (۲۵ سال)  | ۱۳   | ۰  | باشگاه فوتبال المپیاکوس    |
| ۳  | مدافع     | جورجوس زاولاس           | ۲۶ نوامبر ۱۹۸۷ (۲۴ سال) | ۸    | ۰  | باشگاه فوتبال موناکو       |
| ۴  | مدافع     | استلیوس مالزاس          | ۱۱ مارس ۱۹۸۵ (۲۷ سال)   | ۲    | ۰  | باشگاه فوتبال پائوک        |
| ۵  | مدافع     | کاریاکاس پاپادوپولوس    | ۲۳ فوریه ۱۹۹۲ (۲۰ سال)  | ۱۲   | ۳  | شالکه ۰۴                   |
| ۶  | هافبک     | گریگوریس ماکوس          | ۱۸ ژانویه ۱۹۸۷ (۲۵ سال) | ۱۳   | ۰  | باشگاه فوتبال آ.ا.ک آتن    |
| ۷  | مهاجم     | جورجوس ساماراس          | ۲۱ فوریه ۱۹۸۵ (۲۷ سال)  | ۵۸   | ۸  | باشگاه فوتبال سلتیک        |
| ۸  | مدافع     | آورام پاپادوپولوس       | ۳ دسامبر ۱۹۸۴ (۲۷ سال)  | ۳۴   | ۰  | باشگاه فوتبال المپیاکوس    |
| ۹  | مهاجم     | نیکوس لیبروپولوس        | ۴ اوت ۱۹۷۵ (۳۶ سال)     | ۷۶   | ۱۳ | باشگاه فوتبال آ.ا.ک آتن    |
| ۱۰ | هافبک     | جورجوس کاراگونیس (ک)    | ۶ مارس ۱۹۷۷ (۳۵ سال)    | ۱۲۰  | ۹  | باشگاه فوتبال پاناتینایکوس |
| ۱۱ | مهاجم     | کونستانتینوس میتروگلو   | ۱۲ مارس ۱۹۸۸ (۲۴ سال)   | ۱۴   | ۰  | باشگاه فوتبال آترومیتوس    |
| ۱۲ | دروازه‌بان | الکساندروس تزورواس      | ۱۲ اوت ۱۹۸۲ (۲۹ سال)    | ۱۶   | ۰  | پالرمو                     |
| ۱۳ | دروازه‌بان | میکالیس سیفاکیس         | ۹ سپتامبر ۱۹۸۴ (۲۷ سال) | ۱۵   | ۰  | باشگاه فوتبال آریس سالونیک |
| ۱۴ | مهاجم     | دیمیتریس سالپینگیدیس    | ۱۸ اوت ۱۹۸۱ (۳۰ سال)    | ۶۰   | ۹  | باشگاه فوتبال پائوک        |
| ۱۵ | مدافع     | واسیلیس توروسیدیس       | ۱۰ ژوئن ۱۹۸۵ (۲۶ سال)   | ۴۸   | ۶  | باشگاه فوتبال المپیاکوس    |
| ۱۶ | هافبک     | جورجوس فوتاکیس          | ۲۹ اکتبر ۱۹۸۱ (۳۰ سال)  | ۱۲   | ۲  | باشگاه فوتبال پائوک        |
| ۱۷ | مهاجم     | تئوفانیس گکاس           | ۲۳ مه ۱۹۸۰ (۳۲ سال)     | ۶۲   | ۲۲ | باشگاه فوتبال سامسون‌اسپور  |
| ۱۸ | هافبک     | سوتیریس نینیس           | ۳ آوریل ۱۹۹۰ (۲۲ سال)   | ۲۲   | ۲  | باشگاه فوتبال پاناتینایکوس |
| ۱۹ | مدافع     | سوکراتیس پاپاستاتوپولوس | ۹ ژوئن ۱۹۸۸ (۲۳ سال)    | ۳۱   | ۰  | وردر برمن                  |
| ۲۰ | مدافع     | خوزه هولباس             | ۲۷ ژوئن ۱۹۸۴ (۲۷ سال)   | ۷    | ۰  | باشگاه فوتبال المپیاکوس    |
| ۲۱ | هافبک     | کوستاس کاتسورانیس       | ۲۱ ژوئن ۱۹۷۹ (۳۲ سال)   | ۹۵   | ۹  | باشگاه فوتبال پاناتینایکوس |
| ۲۲ | مهاجم     | کوستاس فورتونیس         | ۱۶ اکتبر ۱۹۹۲ (۱۹ سال)  | ۵    | ۰  | کایزرسلاوترن               |
| ۲۳ | هافبک     | یوآنیس فتفاتزیدیس       | ۲۱ دسامبر ۱۹۹۰ (۲۱ سال) | ۱۳   | ۳  | باشگاه فوتبال المپیاکوس    |

### روسیه
سرمربی:  دیک ادووکات
اعلام ترکیب اولیه و نهایی در تاریخ‌های ۱۱ مه، ۲۴ مه و ۲۵ مه ۲۰۱۲
| ش. | پست       | بازیکن              | ت‌ت (سن)                  | بازی | گل | باشگاه                         |
| -- | --------- | ------------------- | ------------------------ | ---- | -- | ------------------------------ |
| ۱  | دروازه‌بان | ایگور آکینفیف       | ۸ آوریل ۱۹۸۶ (۲۶ سال)    | ۵۲   | ۰  | باشگاه فوتبال زسکا مسکو        |
| ۲  | مدافع     | آلکساندر آنیوکوف    | ۲۸ سپتامبر ۱۹۸۲ (۲۹ سال) | ۶۸   | ۱  | باشگاه فوتبال زنیت سن پترزبورگ |
| ۳  | مدافع     | رومن شارونوف        | ۸ سپتامبر ۱۹۷۶ (۳۵ سال)  | ۸    | ۰  | باشگاه فوتبال روبین کازان      |
| ۴  | هافبک     | سرگئی ایگناشویچ     | ۱۴ ژوئیه ۱۹۷۹ (۳۲ سال)   | ۷۸   | ۵  | باشگاه فوتبال زسکا مسکو        |
| ۵  | مدافع     | یوری ژیرکوف         | ۲۰ اوت ۱۹۸۳ (۲۸ سال)     | ۵۵   | ۰  | باشگاه فوتبال آنژی ماخاچ‌کالا   |
| ۶  | هافبک     | رومن شیروکوف        | ۶ ژوئیه ۱۹۸۱ (۳۰ سال)    | ۲۵   | ۷  | باشگاه فوتبال زنیت سن پترزبورگ |
| ۷  | هافبک     | ایگور دنیسوف        | ۱۷ مه ۱۹۸۴ (۲۸ سال)      | ۲۹   | ۰  | باشگاه فوتبال زنیت سن پترزبورگ |
| ۸  | هافبک     | کونستانتین زیریانوف | ۵ اکتبر ۱۹۷۷ (۳۴ سال)    | ۵۲   | ۷  | باشگاه فوتبال زنیت سن پترزبورگ |
| ۹  | هافبک     | مارات اسماعیلوف     | ۲۱ سپتامبر ۱۹۸۲ (۲۹ سال) | ۳۵   | ۲  | باشگاه فوتبال اسپورتینگ پرتغال |
| ۱۰ | مهاجم     | آندری آرشاوین (ک)   | ۲۹ مه ۱۹۸۱ (۳۱ سال)      | ۷۴   | ۱۷ | باشگاه فوتبال آرسنال           |
| ۱۱ | مهاجم     | آلکساندر کرژاکوف    | ۲۷ نوامبر ۱۹۸۲ (۲۹ سال)  | ۶۴   | ۱۹ | باشگاه فوتبال زنیت سن پترزبورگ |
| ۱۲ | مدافع     | آلکسی برژوتسکی      | ۲۰ ژوئن ۱۹۸۲ (۲۹ سال)    | ۵۱   | ۰  | باشگاه فوتبال زسکا مسکو        |
| ۱۳ | دروازه‌بان | آنتون شونین         | ۲۷ ژانویه ۱۹۸۷ (۲۵ سال)  | ۲    | ۰  | باشگاه فوتبال دینامو مسکو      |
| ۱۴ | مهاجم     | رومن پافلیوچنکو     | ۱۵ دسامبر ۱۹۸۱ (۳۰ سال)  | ۵۰   | ۲۱ | باشگاه فوتبال لوکوموتیو مسکو   |
| ۱۵ | مدافع     | دیمیتری کومباروف    | ۲۲ ژانویه ۱۹۸۷ (۲۵ سال)  | ۴    | ۰  | باشگاه فوتبال اسپارتاک مسکو    |
| ۱۶ | دروازه‌بان | ویاچسلاو مالافیف    | ۴ مارس ۱۹۷۹ (۳۳ سال)     | ۲۸   | ۰  | باشگاه فوتبال زنیت سن پترزبورگ |
| ۱۷ | هافبک     | آلن زاگوئف          | ۱۷ ژوئن ۱۹۹۰ (۲۱ سال)    | ۲۳   | ۷  | باشگاه فوتبال زسکا مسکو        |
| ۱۸ | مهاجم     | آلکساندر کوکورین    | ۱۹ مارس ۱۹۹۱ (۲۱ سال)    | ۶    | ۰  | باشگاه فوتبال دینامو مسکو      |
| ۱۹ | مدافع     | ولادیمیر گرانات     | ۲۲ مه ۱۹۸۷ (۲۵ سال)      | ۰    | ۰  | باشگاه فوتبال دینامو مسکو      |
| ۲۰ | مهاجم     | پاول پوگربنیاک      | ۸ نوامبر ۱۹۸۳ (۲۸ سال)   | ۳۳   | ۸  | باشگاه فوتبال فولهام           |
| ۲۱ | مدافع     | کیریل نابابکین      | ۸ سپتامبر ۱۹۸۶ (۲۵ سال)  | ۱    | ۰  | باشگاه فوتبال زسکا مسکو        |
| ۲۲ | هافبک     | دنیس گلوشاکوف       | ۲۷ ژانویه ۱۹۸۷ (۲۵ سال)  | ۱۰   | ۱  | باشگاه فوتبال لوکوموتیو مسکو   |
| ۲۳ | هافبک     | ایگور سمشوف         | ۶ آوریل ۱۹۷۸ (۳۴ سال)    | ۵۷   | ۳  | باشگاه فوتبال دینامو مسکو      |

### جمهوری چک
سرمربی: میکال بیلک
اعلام ترکیب‌های اولیه و نهایی در تاریخ‌های ۱۴ مه و ۲۸ مه ۲۰۱۲
| ش. | پست       | بازیکن            | ت‌ت (سن)                  | بازی | گل | باشگاه                             |
| -- | --------- | ----------------- | ------------------------ | ---- | -- | ---------------------------------- |
| ۱  | دروازه‌بان | پیتر چک           | ۲۰ مه ۱۹۸۲ (۳۰ سال)      | ۹۴   | ۰  | باشگاه فوتبال چلسی                 |
| ۲  | مدافع     | تئودور گبر سیلاسی | ۲۴ دسامبر ۱۹۸۶ (۲۵ سال)  | ۱۴   | ۰  | باشگاه فوتبال اسلوان لیبرتس        |
| ۳  | مدافع     | میکال کادلس       | ۱۳ دسامبر ۱۹۸۴ (۲۷ سال)  | ۳۸   | ۸  | بایر ۰۴ لورکوزن                    |
| ۴  | هافبک     | مارک سوچی         | ۲۹ مارس ۱۹۸۸ (۲۴ سال)    | ۴    | ۰  | باشگاه فوتبال اسپارتاک مسکو        |
| ۵  | مدافع     | رومن هوبنیک       | ۶ ژوئن ۱۹۸۴ (۲۸ سال)     | ۲۳   | ۲  | هرتابرلین                          |
| ۶  | مدافع     | توماش سیووک       | ۱۵ سپتامبر ۱۹۸۳ (۲۸ سال) | ۳۰   | ۳  | باشگاه فوتبال بشیکتاش              |
| ۷  | مهاجم     | توماش نسید        | ۱۳ اوت ۱۹۸۹ (۲۲ سال)     | ۲۶   | ۷  | باشگاه فوتبال زسکا مسکو            |
| ۸  | هافبک     | دیوید لیمبرسکی    | ۶ اکتبر ۱۹۸۳ (۲۸ سال)    | ۱۲   | ۰  | باشگاه فوتبال ویکتوریا پلزن        |
| ۹  | هافبک     | یان رزک           | ۵ مه ۱۹۸۲ (۳۰ سال)       | ۱۶   | ۳  | باشگاه فوتبال آنورتوسیس فاماگوستا  |
| ۱۰ | هافبک     | توماس روسیچکی (ک) | ۴ اکتبر ۱۹۸۰ (۳۱ سال)    | ۸۷   | ۲۰ | باشگاه فوتبال آرسنال               |
| ۱۱ | هافبک     | میلان پترژلا      | ۱۹ ژوئن ۱۹۸۳ (۲۸ سال)    | ۱۱   | ۰  | باشگاه فوتبال ویکتوریا پلزن        |
| ۱۲ | مدافع     | فرانتیشک رایتورال | ۱۲ مارس ۱۹۸۶ (۲۶ سال)    | ۵    | ۰  | باشگاه فوتبال ویکتوریا پلزن        |
| ۱۳ | هافبک     | یاروسلاف پلاشیل   | ۵ ژانویه ۱۹۸۲ (۳۰ سال)   | ۷۵   | ۶  | باشگاه فوتبال بوردو                |
| ۱۴ | مهاجم     | واتسلاف پیلاژ     | ۱۳ اکتبر ۱۹۸۸ (۲۳ سال)   | ۱۳   | ۳  | باشگاه فوتبال ویکتوریا پلزن        |
| ۱۵ | مهاجم     | میلان باروش       | ۲۸ اکتبر ۱۹۸۱ (۳۰ سال)   | ۹۳   | ۴۱ | باشگاه فوتبال گالاتاسرای           |
| ۱۶ | دروازه‌بان | یان لاشتوفکا      | ۷ ژوئیه ۱۹۸۲ (۲۹ سال)    | ۱    | ۰  | باشگاه فوتبال دنیپرو دنیپروپتروفسک |
| ۱۷ | مدافع     | توماش هیبسخمان    | ۴ سپتامبر ۱۹۸۱ (۳۰ سال)  | ۴۷   | ۰  | باشگاه فوتبال شاختار دونتسک        |
| ۱۸ | هافبک     | دنیل کولاژ        | ۲۷ اکتبر ۱۹۸۵ (۲۶ سال)   | ۱۳   | ۱  | باشگاه فوتبال ویکتوریا پلزن        |
| ۱۹ | هافبک     | پیتر ییراچک       | ۲ مارس ۱۹۸۶ (۲۶ سال)     | ۱۲   | ۳  | وولفسبورگ                          |
| ۲۰ | مهاجم     | توماش پکهارت      | ۲۶ مه ۱۹۸۹ (۲۳ سال)      | ۱۳   | ۰  | نورنبرگ                            |
| ۲۱ | مهاجم     | دیوید لافاتا      | ۱۸ سپتامبر ۱۹۸۱ (۳۰ سال) | ۱۹   | ۳  | باشگاه فوتبال باومیت یابلونتس      |
| ۲۲ | هافبک     | ولادمیر داریدا    | ۸ اوت ۱۹۹۰ (۲۱ سال)      | ۳    | ۰  | باشگاه فوتبال ویکتوریا پلزن        |
| ۲۳ | دروازه‌بان | یاروسلاف دروبنی   | ۱۸ اکتبر ۱۹۷۹ (۳۲ سال)   | ۶    | ۰  | هامبورگ                            |

## گروه B

### هلند
سرمربی: برت فن مارویک
اعلام ترکیب اولیه و نهایی در تاریخ‌های ۷ مه، ۱۵ مه و ۲۶ مه ۲۰۱۲
| ش. | پست       | بازیکن             | ت‌ت (سن)                  | بازی | گل | باشگاه                         |
| -- | --------- | ------------------ | ------------------------ | ---- | -- | ------------------------------ |
| ۱  | دروازه‌بان | مارتن استکلنبرگ    | ۲۲ سپتامبر ۱۹۸۲ (۲۹ سال) | ۵۰   | ۰  | آ. اس. رم                      |
| ۲  | مدافع     | گرگوری فان در ویل  | ۳ فوریه ۱۹۸۸ (۲۴ سال)    | ۳۵   | ۰  | باشگاه فوتبال آژاکس آمستردام   |
| ۳  | هافبک     | جون هایتینخا       | ۱۵ نوامبر ۱۹۸۳ (۲۸ سال)  | ۸۰   | ۷  | باشگاه فوتبال اورتون           |
| ۴  | مدافع     | یوریس متایسن       | ۵ آوریل ۱۹۸۰ (۳۲ سال)    | ۸۲   | ۳  | باشگاه فوتبال مالاگا           |
| ۵  | مدافع     | ویلفرد بوما        | ۱۵ ژوئن ۱۹۷۸ (۳۳ سال)    | ۳۷   | ۲  | باشگاه فوتبال پی‌اس‌وی آیندهوون  |
| ۶  | هافبک     | مارک ون بومل (ک)   | ۲۲ آوریل ۱۹۷۷ (۳۵ سال)   | ۷۹   | ۱۰ | آ.ث. میلان                     |
| ۷  | مهاجم     | درک کویت           | ۲۲ ژوئیه ۱۹۸۰ (۳۱ سال)   | ۹۰   | ۲۴ | باشگاه فوتبال لیورپول          |
| ۸  | هافبک     | نایجل دی یانگ      | ۳۰ نوامبر ۱۹۸۴ (۲۷ سال)  | ۶۳   | ۱  | باشگاه فوتبال منچستر سیتی      |
| ۹  | مهاجم     | کلاس یان هونتلار   | ۱۲ اوت ۱۹۸۳ (۲۸ سال)     | ۵۶   | ۳۱ | شالکه ۰۴                       |
| ۱۰ | هافبک     | وسلی اسنایدر       | ۹ ژوئن ۱۹۸۴ (۲۷ سال)     | ۸۷   | ۲۴ | اینتر میلان                    |
| ۱۱ | مهاجم     | آرین روبن          | ۲۳ ژانویه ۱۹۸۴ (۲۸ سال)  | ۶۰   | ۱۷ | بایرن مونیخ                    |
| ۱۲ | دروازه‌بان | میشل ورم           | ۲۰ اکتبر ۱۹۸۳ (۲۸ سال)   | ۹    | ۰  | باشگاه فوتبال سوانزی سیتی      |
| ۱۳ | مدافع     | رون ولار           | ۱۶ فوریه ۱۹۸۵ (۲۷ سال)   | ۹    | ۱  | باشگاه فوتبال فاینورد          |
| ۱۴ | هافبک     | استین شارس         | ۱۱ ژانویه ۱۹۸۴ (۲۸ سال)  | ۱۹   | ۰  | باشگاه فوتبال اسپورتینگ پرتغال |
| ۱۵ | مدافع     | یترو ویلمز         | ۳۰ مارس ۱۹۹۴ (۱۸ سال)    | ۵    | ۰  | باشگاه فوتبال پی‌اس‌وی آیندهوون  |
| ۱۶ | مهاجم     | روبین فان پرسی     | ۶ اوت ۱۹۸۳ (۲۸ سال)      | ۶۸   | ۲۹ | باشگاه فوتبال آرسنال           |
| ۱۷ | هافبک     | کوین استروتمن      | ۱۳ فوریه ۱۹۹۰ (۲۲ سال)   | ۱۱   | ۱  | باشگاه فوتبال پی‌اس‌وی آیندهوون  |
| ۱۸ | مهاجم     | لوک دی یانگ        | ۲۷ اوت ۱۹۹۰ (۲۱ سال)     | ۷    | ۱  | باشگاه فوتبال توئنته           |
| ۱۹ | مهاجم     | لوسیانو نارسینگ    | ۱۳ سپتامبر ۱۹۹۰ (۲۱ سال) | ۲    | ۰  | باشگاه فوتبال هیرنفین          |
| ۲۰ | هافبک     | ابراهیم آفلای      | ۲ آوریل ۱۹۸۶ (۲۶ سال)    | ۴۱   | ۵  | باشگاه فوتبال بارسلونا         |
| ۲۱ | مدافع     | خالد بولحروز       | ۲۸ دسامبر ۱۹۸۱ (۳۰ سال)  | ۳۵   | ۰  | اشتوتگارت                      |
| ۲۲ | دروازه‌بان | تیم کرول           | ۳ آوریل ۱۹۸۸ (۲۴ سال)    | ۳    | ۰  | باشگاه فوتبال نیوکاسل یونایتد  |
| ۲۳ | هافبک     | رافائل فان در فارت | ۱۱ فوریه ۱۹۸۳ (۲۹ سال)   | ۹۹   | ۱۹ | باشگاه فوتبال تاتنهام هاتسپر   |

### دانمارک
سرمربی: مورتن اولسن
اعلام ترکیب اولیه و نهایی در تاریخ‌های ۱۶ مه، ۱۹ مه، ۲۴ مه و ۲۹ مه ۲۰۱۲
| ش. | پست       | بازیکن          | ت‌ت (سن)                  | بازی | گل | باشگاه                       |
| -- | --------- | --------------- | ------------------------ | ---- | -- | ---------------------------- |
| ۱  | دروازه‌بان | استفان اندرسن   | ۲۶ نوامبر ۱۹۸۱ (۳۰ سال)  | ۱۳   | ۰  | باشگاه فوتبال اویا           |
| ۲  | هافبک     | کریستین پولسن   | ۲۸ فوریه ۱۹۸۰ (۳۲ سال)   | ۹۲   | ۶  | باشگاه فوتبال اویا           |
| ۳  | مدافع     | سیمون کیایر     | ۲۶ مارس ۱۹۸۹ (۲۳ سال)    | ۲۷   | ۰  | آ. اس. رم                    |
| ۴  | مدافع     | دنیل اگر (ک)    | ۱۲ دسامبر ۱۹۸۴ (۲۷ سال)  | ۴۹   | ۶  | باشگاه فوتبال لیورپول        |
| ۵  | مدافع     | سیمون پولسن     | ۷ اکتبر ۱۹۸۴ (۲۷ سال)    | ۲۱   | ۰  | باشگاه فوتبال ای‌زد آلکمار    |
| ۶  | مدافع     | لارس یاکوبسن    | ۲۰ سپتامبر ۱۹۷۹ (۳۲ سال) | ۵۳   | ۱  | باشگاه فوتبال کپنهاگن        |
| ۷  | هافبک     | ویلیام کویست    | ۲۴ فوریه ۱۹۸۵ (۲۷ سال)   | ۳۱   | ۰  | اشتوتگارت                    |
| ۸  | مهاجم     | کریستین اریکسن  | ۱۴ فوریه ۱۹۹۲ (۲۰ سال)   | ۲۶   | ۲  | باشگاه فوتبال آژاکس آمستردام |
| ۹  | مهاجم     | مایکل کرون-دلی  | ۶ ژوئن ۱۹۸۳ (۲۹ سال)     | ۲۴   | ۶  | باشگاه فوتبال بروندبی        |
| ۱۰ | مهاجم     | دنیس رومدال     | ۲۲ ژوئیه ۱۹۷۸ (۳۳ سال)   | ۱۱۸  | ۲۱ | باشگاه فوتبال بروندبی        |
| ۱۱ | مهاجم     | نیکولاس بنت‌نر   | ۱۶ ژانویه ۱۹۸۸ (۲۴ سال)  | ۵۱   | ۲۰ | باشگاه فوتبال آرسنال         |
| ۱۲ | مدافع     | آندراس بیلند    | ۱۱ ژوئیه ۱۹۸۸ (۲۳ سال)   | ۶    | ۱  | Nordsjælland                 |
| ۱۳ | مدافع     | یورس اکوره      | ۱۱ اوت ۱۹۹۲ (۱۹ سال)     | ۳    | ۰  | Nordsjælland                 |
| ۱۴ | هافبک     | لاس شونه        | ۲۷ مه ۱۹۸۶ (۲۶ سال)      | ۱۲   | ۲  | باشگاه فوتبال ان.ئی.سی       |
| ۱۵ | مدافع     | مایکل سیلبربائر | ۷ ژوئیه ۱۹۸۱ (۳۰ سال)    | ۲۴   | ۱  | باشگاه فوتبال یانگ‌بویز       |
| ۱۶ | دروازه‌بان | آندرس لیندگارد  | ۱۳ آوریل ۱۹۸۴ (۲۸ سال)   | ۵    | ۰  | باشگاه فوتبال منچستر یونایتد |
| ۱۷ | مهاجم     | نیکلاس پدرسن    | ۱۰ اکتبر ۱۹۸۷ (۲۴ سال)   | ۷    | ۰  | باشگاه فوتبال گرونینگن       |
| ۱۸ | هافبک     | دنیل واس        | ۳۱ مه ۱۹۸۹ (۲۳ سال)      | ۶    | ۰  | باشگاه فوتبال اویا           |
| ۱۹ | هافبک     | یاکوب پولسن     | ۷ ژوئیه ۱۹۸۳ (۲۸ سال)    | ۲۴   | ۱  | باشگاه فوتبال میدتیلند       |
| ۲۰ | مهاجم     | توماس کالنبرگ   | ۲۰ مارس ۱۹۸۳ (۲۹ سال)    | ۳۸   | ۴  | باشگاه فوتبال اویا           |
| ۲۱ | هافبک     | نیکی سیملینگ    | ۱۹ آوریل ۱۹۸۵ (۲۷ سال)   | ۱۴   | ۰  | باشگاه فوتبال کلوب بروژ      |
| ۲۲ | دروازه‌بان | کاسپر اشمایکل   | ۵ نوامبر ۱۹۸۶ (۲۵ سال)   | ۰    | ۰  | باشگاه فوتبال لستر سیتی      |
| ۲۳ | هافبک     | توبیاس میکلسن   | ۱۸ سپتامبر ۱۹۸۶ (۲۵ سال) | ۶    | ۰  | Nordsjælland                 |

### آلمان
سرمربی: یوآخیم لوو
اعلام ترکیب اولیه و نهایی در تاریخ‌های ۷ مه و ۲۸ مه ۲۰۱۲
| ش. | پست       | بازیکن              | ت‌ت (سن)                  | بازی | گل | باشگاه                    |
| -- | --------- | ------------------- | ------------------------ | ---- | -- | ------------------------- |
| ۱  | دروازه‌بان | مانوئل نویر         | ۲۷ مارس ۱۹۸۶ (۲۶ سال)    | ۳۱   | ۰  | بایرن مونیخ               |
| ۲  | هافبک     | ایلکای گوندوغان     | ۲۴ اکتبر ۱۹۹۰ (۲۱ سال)   | ۲    | ۰  | بروسیا دورتموند           |
| ۳  | مدافع     | مارسل اشملتسر       | ۲۲ ژانویه ۱۹۸۸ (۲۴ سال)  | ۶    | ۰  | بروسیا دورتموند           |
| ۴  | هافبک     | بندیکت هوفدس        | ۲۹ فوریه ۱۹۸۸ (۲۴ سال)   | ۸    | ۰  | شالکه ۰۴                  |
| ۵  | مدافع     | ماتس هوملس          | ۱۶ دسامبر ۱۹۸۸ (۲۳ سال)  | ۱۹   | ۱  | بروسیا دورتموند           |
| ۶  | هافبک     | سامی خدیرا          | ۴ آوریل ۱۹۸۷ (۲۵ سال)    | ۳۲   | ۲  | باشگاه فوتبال رئال مادرید |
| ۷  | هافبک     | باستیان شواینشتایگر | ۱ اوت ۱۹۸۴ (۲۷ سال)      | ۹۵   | ۲۳ | بایرن مونیخ               |
| ۸  | مهاجم     | مسعوت اوزیل         | ۱۵ اکتبر ۱۹۸۸ (۲۳ سال)   | ۳۸   | ۹  | باشگاه فوتبال رئال مادرید |
| ۹  | مهاجم     | آندره شورله         | ۶ نوامبر ۱۹۹۰ (۲۱ سال)   | ۱۶   | ۷  | بایر ۰۴ لورکوزن           |
| ۱۰ | مهاجم     | لوکاس پودولسکی      | ۴ ژوئن ۱۹۸۵ (۲۷ سال)     | ۱۰۱  | ۴۴ | کلن                       |
| ۱۱ | مهاجم     | میروسلاو کلوزه      | ۹ ژوئن ۱۹۷۸ (۳۳ سال)     | ۱۲۱  | ۶۴ | لاتزیو                    |
| ۱۲ | دروازه‌بان | تیم ویسه            | ۱۷ دسامبر ۱۹۸۱ (۳۰ سال)  | ۶    | ۰  | باشگاه فوتبال هافنهایم    |
| ۱۳ | هافبک     | توماس مولر          | ۱۳ سپتامبر ۱۹۸۹ (۲۲ سال) | ۳۲   | ۱۰ | بایرن مونیخ               |
| ۱۴ | مدافع     | هلگر بادشتوبر       | ۱۳ مارس ۱۹۸۹ (۲۳ سال)    | ۲۵   | ۱  | بایرن مونیخ               |
| ۱۵ | هافبک     | لارس بندر           | ۲۷ آوریل ۱۹۸۹ (۲۳ سال)   | ۹    | ۱  | بایر ۰۴ لورکوزن           |
| ۱۶ | مدافع     | فیلیپ لام (ک)       | ۱۱ نوامبر ۱۹۸۳ (۲۸ سال)  | ۹۱   | ۵  | بایرن مونیخ               |
| ۱۷ | مدافع     | پر مرته‌ساکر         | ۲۹ سپتامبر ۱۹۸۴ (۲۷ سال) | ۸۱   | ۱  | باشگاه فوتبال آرسنال      |
| ۱۸ | هافبک     | تونی کروس           | ۴ ژانویه ۱۹۹۰ (۲۲ سال)   | ۳۰   | ۲  | بایرن مونیخ               |
| ۱۹ | مهاجم     | ماریو گوتسه         | ۳ ژوئن ۱۹۹۲ (۲۰ سال)     | ۱۵   | ۲  | بروسیا دورتموند           |
| ۲۰ | مدافع     | ژرومه بواتنگ        | ۳ سپتامبر ۱۹۸۸ (۲۳ سال)  | ۲۵   | ۰  | بایرن مونیخ               |
| ۲۱ | مهاجم     | مارکو رویس          | ۳۱ مه ۱۹۸۹ (۲۳ سال)      | ۸    | ۲  | بروسیا مونشن‌گلادباخ       |
| ۲۲ | دروازه‌بان | رن رابرت زیلر       | ۱۲ فوریه ۱۹۸۹ (۲۳ سال)   | ۱    | ۰  | هانوفر ۹۶                 |
| ۲۳ | مهاجم     | ماریو گومز          | ۱۰ ژوئیه ۱۹۸۵ (۲۶ سال)   | ۵۷   | ۲۵ | بایرن مونیخ               |

### پرتغال
سرمربی: پائولو بنتو
اعلام ترکیب اولیه و نهایی در تاریخ‌های ۱۴ مه و ۲۳ مه ۲۰۱۲
| ش. | پست       | بازیکن                | ت‌ت (سن)                  | بازی | گل | باشگاه                         |
| -- | --------- | --------------------- | ------------------------ | ---- | -- | ------------------------------ |
| ۱  | دروازه‌بان | ادواردو کاروالیو      | ۱۹ سپتامبر ۱۹۸۲ (۲۹ سال) | ۲۸   | ۰  | باشگاه فوتبال بنفیکا           |
| ۲  | مدافع     | برونو آلوز            | ۲۷ نوامبر ۱۹۸۱ (۳۰ سال)  | ۵۵   | ۵  | باشگاه فوتبال زنیت سن پترزبورگ |
| ۳  | مدافع     | پپه                   | ۲۶ فوریه ۱۹۸۳ (۲۹ سال)   | ۴۴   | ۳  | باشگاه فوتبال رئال مادرید      |
| ۴  | هافبک     | میگل ولوسو            | ۱۱ مه ۱۹۸۶ (۲۶ سال)      | ۲۹   | ۲  | جنوا                           |
| ۵  | مدافع     | فابیو کونترائو        | ۱۱ مارس ۱۹۸۸ (۲۴ سال)    | ۲۷   | ۱  | باشگاه فوتبال رئال مادرید      |
| ۶  | هافبک     | کاستودیو کاسترو       | ۲۴ مه ۱۹۸۳ (۲۹ سال)      | ۴    | ۰  | باشگاه فوتبال براگا            |
| ۷  | مهاجم     | کریستیانو رونالدو (ک) | ۵ فوریه ۱۹۸۵ (۲۷ سال)    | ۹۵   | ۳۵ | باشگاه فوتبال رئال مادرید      |
| ۸  | هافبک     | ژوآئو موتینیو         | ۸ سپتامبر ۱۹۸۶ (۲۵ سال)  | ۴۸   | ۲  | باشگاه فوتبال پورتو            |
| ۹  | مهاجم     | هوگو آلمیدا           | ۲۳ مه ۱۹۸۴ (۲۸ سال)      | ۴۴   | ۱۵ | باشگاه فوتبال بشیکتاش          |
| ۱۰ | مهاجم     | ریکاردو کوارشما       | ۲۶ سپتامبر ۱۹۸۳ (۲۸ سال) | ۳۵   | ۳  | باشگاه فوتبال بشیکتاش          |
| ۱۱ | مهاجم     | نلسون اولیویرا        | ۸ اوت ۱۹۹۱ (۲۰ سال)      | ۷    | ۰  | باشگاه فوتبال بنفیکا           |
| ۱۲ | دروازه‌بان | روی پاتریسیو          | ۱۵ فوریه ۱۹۸۸ (۲۴ سال)   | ۱۶   | ۰  | باشگاه فوتبال اسپورتینگ پرتغال |
| ۱۳ | مدافع     | ریکاردو کاستا         | ۱۶ مه ۱۹۸۱ (۳۱ سال)      | ۱۱   | ۰  | باشگاه فوتبال والنسیا          |
| ۱۴ | مدافع     | رولاندو               | ۳۱ اوت ۱۹۸۵ (۲۶ سال)     | ۱۷   | ۰  | باشگاه فوتبال پورتو            |
| ۱۵ | هافبک     | روبن میکائل           | ۱۹ اوت ۱۹۸۶ (۲۵ سال)     | ۸    | ۲  | باشگاه فوتبال اتلتیکو مادرید   |
| ۱۶ | هافبک     | رائول میرلس           | ۱۷ مارس ۱۹۸۳ (۲۹ سال)    | ۶۱   | ۸  | باشگاه فوتبال چلسی             |
| ۱۷ | مهاجم     | نانی                  | ۱۷ نوامبر ۱۹۸۶ (۲۵ سال)  | ۵۹   | ۱۳ | باشگاه فوتبال منچستر یونایتد   |
| ۱۸ | مهاجم     | سیلوستره وارلا        | ۲ فوریه ۱۹۸۵ (۲۷ سال)    | ۹    | ۲  | باشگاه فوتبال پورتو            |
| ۱۹ | مدافع     | میگل لوپز             | ۱۹ دسامبر ۱۹۸۶ (۲۵ سال)  | ۱    | ۰  | باشگاه فوتبال براگا            |
| ۲۰ | هافبک     | هوگو ویانا            | ۱۵ ژانویه ۱۹۸۳ (۲۹ سال)  | ۲۷   | ۱  | باشگاه فوتبال براگا            |
| ۲۱ | مدافع     | ژوآئو پریرا           | ۲۵ فوریه ۱۹۸۴ (۲۸ سال)   | ۱۹   | ۰  | باشگاه فوتبال والنسیا          |
| ۲۲ | دروازه‌بان | بتو                   | ۱ مه ۱۹۸۲ (۳۰ سال)       | ۲    | ۰  | باشگاه فوتبال سی‌اف‌آر کلوژ      |
| ۲۳ | مهاجم     | هلدر پوستیگا          | ۲ اوت ۱۹۸۲ (۲۹ سال)      | ۵۳   | ۲۰ | باشگاه فوتبال رئال ساراگوسا    |

## گروه C

### اسپانیا
سرمربی: ویسنته دل بوسکه
اعلام ترکیب اولیه و نهایی در تاریخ‌های ۱۵ مه، ۱۹ مه، ۲۱ مه، ۲۵ مه و ۲۷ مه ۲۰۱۲
| ش. | پست       | بازیکن              | ت‌ت (سن)                 | بازی | گل | باشگاه                       |
| -- | --------- | ------------------- | ----------------------- | ---- | -- | ---------------------------- |
| ۱  | دروازه‌بان | ایکر کاسیاس (ک)     | ۲۰ مه ۱۹۸۱ (۳۱ سال)     | ۱۳۷  | ۰  | باشگاه فوتبال رئال مادرید    |
| ۲  | مدافع     | رائول آلبیول        | ۴ سپتامبر ۱۹۸۵ (۲۶ سال) | ۳۴   | ۰  | باشگاه فوتبال رئال مادرید    |
| ۳  | مدافع     | جرارد پیکه          | ۲ فوریه ۱۹۸۷ (۲۵ سال)   | ۴۵   | ۴  | باشگاه فوتبال بارسلونا       |
| ۴  | هافبک     | خاوی مارتینز        | ۲ سپتامبر ۱۹۸۸ (۲۳ سال) | ۸    | ۰  | باشگاه فوتبال اتلتیک بیلبائو |
| ۵  | مدافع     | خوان فرانسیسکو تورس | ۹ ژانویه ۱۹۸۵ (۲۷ سال)  | ۱    | ۰  | باشگاه فوتبال اتلتیکو مادرید |
| ۶  | هافبک     | آندرس اینیستا       | ۱۱ مه ۱۹۸۴ (۲۸ سال)     | ۷۱   | ۱۰ | باشگاه فوتبال بارسلونا       |
| ۷  | مهاجم     | پدرو رودریگز        | ۲۸ ژوئیه ۱۹۸۷ (۲۴ سال)  | ۱۸   | ۲  | باشگاه فوتبال بارسلونا       |
| ۸  | هافبک     | ژاوی                | ۲۵ ژانویه ۱۹۸۰ (۳۲ سال) | ۱۱۵  | ۱۱ | باشگاه فوتبال بارسلونا       |
| ۹  | مهاجم     | فرناندو تورس        | ۲۰ مارس ۱۹۸۴ (۲۸ سال)   | ۹۸   | ۳۱ | باشگاه فوتبال چلسی           |
| ۱۰ | مهاجم     | سسک فابرگاس         | ۴ مه ۱۹۸۷ (۲۵ سال)      | ۶۹   | ۱۰ | باشگاه فوتبال بارسلونا       |
| ۱۱ | مهاجم     | آلوارو نگردو        | ۲۰ اوت ۱۹۸۵ (۲۶ سال)    | ۱۲   | ۶  | باشگاه فوتبال سویا           |
| ۱۲ | دروازه‌بان | ویکتور والدز        | ۱۴ ژانویه ۱۹۸۲ (۳۰ سال) | ۸    | ۰  | باشگاه فوتبال بارسلونا       |
| ۱۳ | هافبک     | خوان ماتا           | ۲۸ آوریل ۱۹۸۸ (۲۴ سال)  | ۱۹   | ۶  | باشگاه فوتبال چلسی           |
| ۱۴ | هافبک     | ژابی آلونسو         | ۲۵ نوامبر ۱۹۸۱ (۳۰ سال) | ۱۰۲  | ۱۵ | باشگاه فوتبال رئال مادرید    |
| ۱۵ | مدافع     | سرخیو راموس         | ۳۰ مارس ۱۹۸۶ (۲۶ سال)   | ۹۲   | ۶  | باشگاه فوتبال رئال مادرید    |
| ۱۶ | هافبک     | سرخیو بوسکتس        | ۱۶ ژوئیه ۱۹۸۸ (۲۳ سال)  | ۴۵   | ۰  | باشگاه فوتبال بارسلونا       |
| ۱۷ | مدافع     | آلوارو آربه‌لوآ      | ۱۷ ژانویه ۱۹۸۳ (۲۹ سال) | ۴۱   | ۰  | باشگاه فوتبال رئال مادرید    |
| ۱۸ | مدافع     | خوردی آلبا          | ۲۱ مارس ۱۹۸۹ (۲۳ سال)   | ۱۱   | ۱  | باشگاه فوتبال والنسیا        |
| ۱۹ | مهاجم     | فرناندو یورنته      | ۲۶ فوریه ۱۹۸۵ (۲۷ سال)  | ۲۰   | ۷  | باشگاه فوتبال اتلتیک بیلبائو |
| ۲۰ | هافبک     | سانتی کازورلا       | ۱۳ دسامبر ۱۹۸۴ (۲۷ سال) | ۴۵   | ۶  | باشگاه فوتبال مالاگا         |
| ۲۱ | هافبک     | داوید سیلوا         | ۸ ژانویه ۱۹۸۶ (۲۶ سال)  | ۶۴   | ۱۸ | باشگاه فوتبال منچستر سیتی    |
| ۲۲ | هافبک     | خسوس ناواس          | ۲۱ نوامبر ۱۹۸۵ (۲۶ سال) | ۲۰   | ۲  | باشگاه فوتبال سویا           |
| ۲۳ | دروازه‌بان | خوزه مانوئل رینا    | ۳۱ اوت ۱۹۸۲ (۲۹ سال)    | ۲۵   | ۰  | باشگاه فوتبال لیورپول        |

### ایتالیا
سرمربی: چزاره پراندلی
اعلام ترکیب اولیه و نهایی در تاریخ‌های ۱۳ مه و ۲۹ مه ۲۰۱۲
| ش. | پست       | بازیکن              | ت‌ت (سن)                 | بازی | گل | باشگاه                      |
| -- | --------- | ------------------- | ----------------------- | ---- | -- | --------------------------- |
| ۱  | دروازه‌بان | جانلوئیجی بوفون (ک) | ۲۸ ژانویه ۱۹۷۸ (۳۴ سال) | ۱۲۰  | ۰  | یوونتوس                     |
| ۲  | هافبک     | کریستین ماجو        | ۱۱ فوریه ۱۹۸۲ (۳۰ سال)  | ۱۹   | ۰  | ناپولی                      |
| ۳  | مدافع     | جورجیو کیه‌لینی      | ۱۴ اوت ۱۹۸۴ (۲۷ سال)    | ۵۵   | ۲  | یوونتوس                     |
| ۴  | مدافع     | آنجلو اوگبونا       | ۲۳ مه ۱۹۸۸ (۲۴ سال)     | ۳    | ۰  | تورینو                      |
| ۵  | هافبک     | تیاگو موتا          | ۲۸ اوت ۱۹۸۲ (۲۹ سال)    | ۱۳   | ۱  | باشگاه فوتبال پاریس سن ژرمن |
| ۶  | مدافع     | فدریکو بالزارتی     | ۶ دسامبر ۱۹۸۱ (۳۰ سال)  | ۱۲   | ۰  | پالرمو                      |
| ۷  | مدافع     | ایگنازیو آباته      | ۱۲ نوامبر ۱۹۸۶ (۲۵ سال) | ۵    | ۰  | آ.ث. میلان                  |
| ۸  | هافبک     | کلودیو مارکیزیو     | ۱۹ ژانویه ۱۹۸۶ (۲۶ سال) | ۲۶   | ۱  | یوونتوس                     |
| ۹  | مهاجم     | ماریو بالوتلی       | ۱۲ اوت ۱۹۹۰ (۲۱ سال)    | ۱۴   | ۴  | باشگاه فوتبال منچستر سیتی   |
| ۱۰ | مهاجم     | آنتونیو کاسانو      | ۱۲ ژوئیه ۱۹۸۲ (۲۹ سال)  | ۳۵   | ۱۰ | آ.ث. میلان                  |
| ۱۱ | مهاجم     | آنتونیو دی ناتاله   | ۱۳ اکتبر ۱۹۷۷ (۳۴ سال)  | ۴۲   | ۱۱ | اودینزه                     |
| ۱۲ | دروازه‌بان | سالواتوره سیریگو    | ۱۲ ژانویه ۱۹۸۷ (۲۵ سال) | ۲    | ۰  | باشگاه فوتبال پاریس سن ژرمن |
| ۱۳ | هافبک     | امانوئله جاکرینی    | ۵ مه ۱۹۸۵ (۲۷ سال)      | ۲    | ۰  | یوونتوس                     |
| ۱۴ | دروازه‌بان | مورگان ده سانتیس    | ۲۶ مارس ۱۹۷۷ (۳۵ سال)   | ۵    | ۰  | ناپولی                      |
| ۱۵ | مدافع     | آندره‌آ بارزالی      | ۸ مه ۱۹۸۱ (۳۱ سال)      | ۳۳   | ۰  | یوونتوس                     |
| ۱۶ | هافبک     | دنیله ده روسی       | ۲۴ ژوئیه ۱۹۸۳ (۲۸ سال)  | ۷۸   | ۱۰ | آ. اس. رم                   |
| ۱۷ | مهاجم     | فابیو بورینی        | ۲۹ مارس ۱۹۹۱ (۲۱ سال)   | ۱    | ۰  | آ. اس. رم                   |
| ۱۸ | هافبک     | ریکاردو مونتولیوو   | ۱۸ ژانویه ۱۹۸۵ (۲۷ سال) | ۳۷   | ۱  | فیورنتینا                   |
| ۱۹ | مدافع     | لئوناردو بونوچی     | ۱ مه ۱۹۸۷ (۲۵ سال)      | ۲۰   | ۲  | یوونتوس                     |
| ۲۰ | مهاجم     | سباستین جووینکو     | ۲۶ ژانویه ۱۹۸۷ (۲۵ سال) | ۱۰   | ۰  | پارما                       |
| ۲۱ | هافبک     | آندره‌آ پیرلو        | ۱۹ مه ۱۹۷۹ (۳۳ سال)     | ۸۹   | ۱۰ | یوونتوس                     |
| ۲۲ | هافبک     | الساندرو دیامنتی    | ۲ مه ۱۹۸۳ (۲۹ سال)      | ۴    | ۰  | بولونیا                     |
| ۲۳ | هافبک     | آنتونیو نوچرینو     | ۹ آوریل ۱۹۸۵ (۲۷ سال)   | ۱۳   | ۰  | آ.ث. میلان                  |

### ایرلند
سرمربی:  جووانی تراپاتونی
اعلام ترکیب اولیه و نهایی در تاریخ‌های ۷ مه، ۲۶ مه و ۲۹ مه ۲۰۱۲
| ش. | پست       | بازیکن         | ت‌ت (سن)                  | بازی | گل | باشگاه                           |
| -- | --------- | -------------- | ------------------------ | ---- | -- | -------------------------------- |
| ۱  | دروازه‌بان | شی گیون        | ۲۰ آوریل ۱۹۷۶ (۳۶ سال)   | ۱۲۵  | ۰  | باشگاه فوتبال استون ویلا         |
| ۲  | مدافع     | شان سنت‌لجر     | ۲۸ دسامبر ۱۹۸۴ (۲۷ سال)  | ۳۰   | ۳  | باشگاه فوتبال لستر سیتی          |
| ۳  | هافبک     | استفن وارد     | ۲۰ اوت ۱۹۸۵ (۲۶ سال)     | ۱۵   | ۲  | باشگاه فوتبال ولورهمپتون واندررز |
| ۴  | مدافع     | جان اوشی       | ۳۰ آوریل ۱۹۸۱ (۳۱ سال)   | ۷۹   | ۱  | باشگاه فوتبال ساندرلند           |
| ۵  | مدافع     | ریچارد دان     | ۲۱ سپتامبر ۱۹۷۹ (۳۲ سال) | ۷۶   | ۸  | باشگاه فوتبال استون ویلا         |
| ۶  | هافبک     | گلن ویلن       | ۱۳ ژانویه ۱۹۸۴ (۲۸ سال)  | ۴۲   | ۲  | باشگاه فوتبال استوک سیتی         |
| ۷  | مهاجم     | آیدن مک‌گیدی    | ۴ آوریل ۱۹۸۶ (۲۶ سال)    | ۵۲   | ۲  | باشگاه فوتبال اسپارتاک مسکو      |
| ۸  | هافبک     | کیث اندروز     | ۱۳ سپتامبر ۱۹۸۰ (۳۱ سال) | ۳۲   | ۳  | باشگاه فوتبال وست برومویچ آلبیون |
| ۹  | مهاجم     | کوین دویل      | ۱۸ سپتامبر ۱۹۸۳ (۲۸ سال) | ۵۰   | ۱۰ | باشگاه فوتبال ولورهمپتون واندررز |
| ۱۰ | مهاجم     | رابی کین (ک)   | ۸ ژوئیه ۱۹۸۰ (۳۱ سال)    | ۱۲۰  | ۵۳ | باشگاه فوتبال لس‌آنجلس گلکسی      |
| ۱۱ | هافبک     | دیمین داف      | ۲ مارس ۱۹۷۹ (۳۳ سال)     | ۱۰۰  | ۸  | باشگاه فوتبال فولهام             |
| ۱۲ | مدافع     | استفن کلی      | ۶ سپتامبر ۱۹۸۳ (۲۸ سال)  | ۳۰   | ۰  | باشگاه فوتبال فولهام             |
| ۱۳ | مدافع     | پال مک‌شین      | ۶ ژانویه ۱۹۸۶ (۲۶ سال)   | ۲۷   | ۰  | باشگاه فوتبال هال سیتی           |
| ۱۴ | مهاجم     | جاناتان والترز | ۲۰ سپتامبر ۱۹۸۳ (۲۸ سال) | ۱۰   | ۱  | باشگاه فوتبال استوک سیتی         |
| ۱۵ | هافبک     | درن گیبسون     | ۲۵ اکتبر ۱۹۸۷ (۲۴ سال)   | ۱۹   | ۱  | باشگاه فوتبال اورتون             |
| ۱۶ | دروازه‌بان | کیرن وستوود    | ۲۳ اکتبر ۱۹۸۴ (۲۷ سال)   | ۱۰   | ۰  | باشگاه فوتبال ساندرلند           |
| ۱۷ | هافبک     | استفن هانت     | ۱ اوت ۱۹۸۱ (۳۰ سال)      | ۳۹   | ۱  | باشگاه فوتبال ولورهمپتون واندررز |
| ۱۸ | مدافع     | دارن اودی      | ۴ فوریه ۱۹۸۷ (۲۵ سال)    | ۱۴   | ۰  | باشگاه فوتبال سلتیک              |
| ۱۹ | مهاجم     | شین لونگ       | ۲۲ ژانویه ۱۹۸۷ (۲۵ سال)  | ۲۷   | ۷  | باشگاه فوتبال وست برومویچ آلبیون |
| ۲۰ | مهاجم     | سایمون کاکس    | ۲۸ آوریل ۱۹۸۷ (۲۵ سال)   | ۱۵   | ۳  | باشگاه فوتبال وست برومویچ آلبیون |
| ۲۱ | هافبک     | پال گرین       | ۱۰ آوریل ۱۹۸۳ (۲۹ سال)   | ۱۲   | ۱  | باشگاه فوتبال دربی کانتی         |
| ۲۲ | هافبک     | جیمز مک‌کلین    | ۲۲ آوریل ۱۹۸۹ (۲۳ سال)   | ۳    | ۰  | باشگاه فوتبال ساندرلند           |
| ۲۳ | دروازه‌بان | دیوید فورده    | ۲۰ دسامبر ۱۹۷۹ (۳۲ سال)  | ۲    | ۰  | باشگاه فوتبال میلوال             |

### کرواسی
سرمربی: اسلاون بیلیچ
اعلام ترکیب اولیه و نهایی در تاریخ‌های ۱۰ مه و ۲۹ مه ۲۰۱۲
| ش. | پست       | بازیکن            | ت‌ت (سن)                  | بازی | گل | باشگاه                             |
| -- | --------- | ----------------- | ------------------------ | ---- | -- | ---------------------------------- |
| ۱  | دروازه‌بان | استیپ پلتیکوسا    | ۸ ژانویه ۱۹۷۹ (۳۳ سال)   | ۹۴   | ۰  | باشگاه فوتبال روستوف               |
| ۲  | مدافع     | ایوان استرینیچ    | ۱۷ ژوئیه ۱۹۸۷ (۲۴ سال)   | ۲۰   | ۰  | باشگاه فوتبال دنیپرو دنیپروپتروفسک |
| ۳  | مدافع     | یوسیپ شیمونیچ     | ۱۸ فوریه ۱۹۷۸ (۳۴ سال)   | ۹۵   | ۳  | دینامو زاگرب                       |
| ۴  | مدافع     | یوریسا بولیات     | ۱۲ سپتامبر ۱۹۸۶ (۲۵ سال) | ۲    | ۰  | باشگاه فوتبال مکابی حیفا           |
| ۵  | مدافع     | ودران چورلوکا     | ۵ فوریه ۱۹۸۶ (۲۶ سال)    | ۵۷   | ۳  | بایر ۰۴ لورکوزن                    |
| ۶  | هافبک     | دانیل پرانیچ      | ۲ دسامبر ۱۹۸۱ (۳۰ سال)   | ۴۵   | ۰  | بایرن مونیخ                        |
| ۷  | هافبک     | ایوان راکیتیچ     | ۱۰ مارس ۱۹۸۸ (۲۴ سال)    | ۴۴   | ۸  | باشگاه فوتبال سویا                 |
| ۸  | هافبک     | اوگنیان ووکوجویچ  | ۲۰ دسامبر ۱۹۸۳ (۲۸ سال)  | ۴۲   | ۴  | باشگاه فوتبال دینامو کیف           |
| ۹  | مهاجم     | نیکیسا یلاویچ     | ۲۷ اوت ۱۹۸۵ (۲۶ سال)     | ۲۲   | ۳  | باشگاه فوتبال اورتون               |
| ۱۰ | هافبک     | لوکا مودریچ       | ۹ سپتامبر ۱۹۸۵ (۲۶ سال)  | ۵۷   | ۸  | باشگاه فوتبال تاتنهام هاتسپر       |
| ۱۱ | هافبک     | داریو سرنا (ک)    | ۱ مه ۱۹۸۲ (۳۰ سال)       | ۹۴   | ۱۹ | باشگاه فوتبال شاختار دونتسک        |
| ۱۲ | دروازه‌بان | ایوان کلاوا       | ۲۰ فوریه ۱۹۸۸ (۲۴ سال)   | ۰    | ۰  | دینامو زاگرب                       |
| ۱۳ | مدافع     | گوردون شیلدن‌فلد   | ۱۸ مارس ۱۹۸۵ (۲۷ سال)    | ۱۵   | ۰  | اینتراخت فرانکفورت                 |
| ۱۴ | هافبک     | میلان بادلیج      | ۲۵ فوریه ۱۹۸۹ (۲۳ سال)   | ۴    | ۱  | دینامو زاگرب                       |
| ۱۵ | مدافع     | شیمه ورسالژکو     | ۱۰ ژانویه ۱۹۹۲ (۲۰ سال)  | ۴    | ۰  | دینامو زاگرب                       |
| ۱۶ | هافبک     | تومیسلاو دویموویچ | ۲۶ فوریه ۱۹۸۱ (۳۱ سال)   | ۱۹   | ۰  | باشگاه فوتبال رئال ساراگوسا        |
| ۱۷ | مهاجم     | ماریو ماندژوکیچ   | ۲۱ مه ۱۹۸۶ (۲۶ سال)      | ۳۲   | ۸  | وولفسبورگ                          |
| ۱۸ | مهاجم     | نیکولا کالینیچ    | ۵ ژانویه ۱۹۸۸ (۲۴ سال)   | ۱۳   | ۵  | باشگاه فوتبال دنیپرو دنیپروپتروفسک |
| ۱۹ | هافبک     | نیکو کرانچار      | ۱۳ اوت ۱۹۸۴ (۲۷ سال)     | ۷۳   | ۱۵ | باشگاه فوتبال تاتنهام هاتسپر       |
| ۲۰ | هافبک     | ایوان پریشیچ      | ۲ فوریه ۱۹۸۹ (۲۳ سال)    | ۱۳   | ۰  | بروسیا دورتموند                    |
| ۲۱ | مدافع     | دوموگو ویدا       | ۲۹ آوریل ۱۹۸۹ (۲۳ سال)   | ۱۱   | ۰  | دینامو زاگرب                       |
| ۲۲ | مهاجم     | ادواردو دا سیلوا  | ۲۵ فوریه ۱۹۸۳ (۲۹ سال)   | ۵۰   | ۲۳ | باشگاه فوتبال شاختار دونتسک        |
| ۲۳ | دروازه‌بان | دنیل سوباشیچ      | ۲۷ اکتبر ۱۹۸۴ (۲۷ سال)   | ۴    | ۰  | باشگاه فوتبال موناکو               |

## گروه D

### اوکراین
سرمربی: اولگ بلوخین
اعلام ترکیب اولیه و نهایی در تاریخ‌های ۸ مه و ۲۹ مه ۲۰۱۲
| ش. | پست       | بازیکن             | ت‌ت (سن)                  | بازی | گل | باشگاه                             |
| -- | --------- | ------------------ | ------------------------ | ---- | -- | ---------------------------------- |
| ۱  | دروازه‌بان | ماکسیم کووال       | ۹ دسامبر ۱۹۹۲ (۱۹ سال)   | ۱    | ۰  | باشگاه فوتبال دینامو کیف           |
| ۲  | مدافع     | یوگنی سلین         | ۹ مه ۱۹۸۸ (۲۴ سال)       | ۹    | ۱  | باشگاه فوتبال فورسکلا پولتاوا      |
| ۳  | مدافع     | یوگنی کاچریدی      | ۲۸ ژوئیه ۱۹۸۷ (۲۴ سال)   | ۱۴   | ۰  | باشگاه فوتبال دینامو کیف           |
| ۴  | هافبک     | آناتولی تیموشوک    | ۳۰ مارس ۱۹۷۹ (۳۳ سال)    | ۱۱۹  | ۴  | بایرن مونیخ                        |
| ۵  | مدافع     | الکساندر کاچر      | ۲۲ اکتبر ۱۹۸۲ (۲۹ سال)   | ۲۹   | ۱  | باشگاه فوتبال شاختار دونتسک        |
| ۶  | هافبک     | دنیس هارماش        | ۱۹ آوریل ۱۹۹۰ (۲۲ سال)   | ۶    | ۰  | باشگاه فوتبال دینامو کیف           |
| ۷  | مهاجم     | آندری شوچنکو (ک)   | ۲۹ سپتامبر ۱۹۷۶ (۳۵ سال) | ۱۱۱  | ۴۸ | باشگاه فوتبال دینامو کیف           |
| ۸  | مهاجم     | الکساندر علیف      | ۳ فوریه ۱۹۸۵ (۲۷ سال)    | ۲۸   | ۶  | باشگاه فوتبال دینامو کیف           |
| ۹  | مدافع     | اولگ هوسیف         | ۲۵ آوریل ۱۹۸۳ (۲۹ سال)   | ۷۵   | ۱۲ | باشگاه فوتبال دینامو کیف           |
| ۱۰ | مهاجم     | آندری وورونین      | ۲۱ ژوئیه ۱۹۷۹ (۳۲ سال)   | ۷۴   | ۸  | باشگاه فوتبال دینامو مسکو          |
| ۱۱ | مهاجم     | آندری یارمولنکو    | ۲۳ اکتبر ۱۹۸۹ (۲۲ سال)   | ۲۳   | ۸  | باشگاه فوتبال دینامو کیف           |
| ۱۲ | دروازه‌بان | آندری پیاتوف       | ۲۸ ژوئن ۱۹۸۴ (۲۷ سال)    | ۲۹   | ۰  | باشگاه فوتبال شاختار دونتسک        |
| ۱۳ | مدافع     | ویاچسلاف شفچوک     | ۱۳ مه ۱۹۷۹ (۳۳ سال)      | ۲۱   | ۰  | باشگاه فوتبال شاختار دونتسک        |
| ۱۴ | هافبک     | روسلان روتان       | ۲۹ اکتبر ۱۹۸۱ (۳۰ سال)   | ۵۹   | ۶  | باشگاه فوتبال دنیپرو دنیپروپتروفسک |
| ۱۵ | مهاجم     | آرتم میلفسکی       | ۱۲ ژانویه ۱۹۸۵ (۲۷ سال)  | ۴۹   | ۸  | باشگاه فوتبال دینامو کیف           |
| ۱۶ | مهاجم     | یوگنی سلزنیوف      | ۲۰ ژوئیه ۱۹۸۵ (۲۶ سال)   | ۲۹   | ۵  | باشگاه فوتبال شاختار دونتسک        |
| ۱۷ | مدافع     | تاراس میخالیک      | ۲۸ اکتبر ۱۹۸۳ (۲۸ سال)   | ۲۹   | ۰  | باشگاه فوتبال دینامو کیف           |
| ۱۸ | هافبک     | سرگی نازارنکو      | ۱۶ فوریه ۱۹۸۰ (۳۲ سال)   | ۵۳   | ۱۲ | باشگاه فوتبال تاوریا سیمفروپول     |
| ۱۹ | هافبک     | یوگنی کونوپلیانکا  | ۲۹ سپتامبر ۱۹۸۹ (۲۲ سال) | ۲۲   | ۵  | باشگاه فوتبال دنیپرو دنیپروپتروفسک |
| ۲۰ | مدافع     | یاروسلاف راکیتسکیف | ۳ اوت ۱۹۸۹ (۲۲ سال)      | ۱۸   | ۳  | باشگاه فوتبال شاختار دونتسک        |
| ۲۱ | مدافع     | بوگدان بوتکو       | ۱۳ ژانویه ۱۹۹۱ (۲۱ سال)  | ۱۱   | ۰  | باشگاه فوتبال ایلیچیفتس ماریوپول   |
| ۲۲ | مهاجم     | مارکو دویچ         | ۲۷ اکتبر ۱۹۸۳ (۲۸ سال)   | ۲۴   | ۲  | باشگاه فوتبال متالیست خارکوف       |
| ۲۳ | دروازه‌بان | الکساندر هوریانوف  | ۲۹ ژوئن ۱۹۷۵ (۳۶ سال)    | ۲    | ۰  | باشگاه فوتبال متالیست خارکوف       |

### سوئد
سرمربی: اریک هامرن
اعلام ترکیب نهایی در تاریخ ۱۴ مه
| ش. | پست       | بازیکن                 | ت‌ت (سن)                  | بازی | گل | باشگاه                           |
| -- | --------- | ---------------------- | ------------------------ | ---- | -- | -------------------------------- |
| ۱  | دروازه‌بان | آندراس آیزاکسن         | ۳ اکتبر ۱۹۸۱ (۳۰ سال)    | ۹۶   | ۰  | باشگاه فوتبال پی‌اس‌وی آیندهوون    |
| ۲  | مدافع     | میکائل لوستیگ          | ۱۳ دسامبر ۱۹۸۶ (۲۵ سال)  | ۲۶   | ۱  | باشگاه فوتبال سلتیک              |
| ۳  | مدافع     | اولاف ملبرگ            | ۳ سپتامبر ۱۹۷۷ (۳۴ سال)  | ۱۱۷  | ۸  | باشگاه فوتبال المپیاکوس          |
| ۴  | مدافع     | آندراس گرانکویست       | ۱۶ آوریل ۱۹۸۵ (۲۷ سال)   | ۲۱   | ۲  | جنوا                             |
| ۵  | مدافع     | مارتین اولسن           | ۱۷ مه ۱۹۸۸ (۲۴ سال)      | ۱۲   | ۴  | باشگاه فوتبال بلکبرن راورز       |
| ۶  | هافبک     | راسموس الم             | ۱۷ مارس ۱۹۸۸ (۲۴ سال)    | ۲۶   | ۱  | باشگاه فوتبال ای‌زد آلکمار        |
| ۷  | هافبک     | سباستین لارسن          | ۶ ژوئن ۱۹۸۵ (۲۷ سال)     | ۴۴   | ۶  | باشگاه فوتبال ساندرلند           |
| ۸  | هافبک     | آندرس اسونسن           | ۱۷ ژوئیه ۱۹۷۶ (۳۵ سال)   | ۱۳۰  | ۱۸ | باشگاه فوتبال الفسبورگ           |
| ۹  | هافبک     | کیم کالستروم           | ۲۴ اوت ۱۹۸۲ (۲۹ سال)     | ۹۵   | ۱۶ | باشگاه فوتبال المپیک لیون        |
| ۱۰ | مهاجم     | زلاتان ابراهیموویچ (ک) | ۳ اکتبر ۱۹۸۱ (۳۰ سال)    | ۸۰   | ۳۳ | آ.ث. میلان                       |
| ۱۱ | مهاجم     | یوهان الماندر          | ۲۷ مه ۱۹۸۱ (۳۱ سال)      | ۶۵   | ۱۶ | باشگاه فوتبال گالاتاسرای         |
| ۱۲ | دروازه‌بان | یوهان ویلاند           | ۲۴ ژانویه ۱۹۸۱ (۳۱ سال)  | ۸    | ۰  | باشگاه فوتبال کپنهاگن            |
| ۱۳ | مدافع     | یوناس اولسن            | ۱۰ مارس ۱۹۸۳ (۲۹ سال)    | ۱۰   | ۰  | باشگاه فوتبال وست برومویچ آلبیون |
| ۱۴ | مهاجم     | توبیاس هایسن           | ۹ مارس ۱۹۸۲ (۳۰ سال)     | ۲۳   | ۷  | باشگاه فوتبال گوتنبورگ           |
| ۱۵ | مدافع     | میکائل آنتونسن         | ۳۱ مه ۱۹۸۱ (۳۱ سال)      | ۵    | ۰  | بولونیا                          |
| ۱۶ | هافبک     | پونتوس ورنبلوم         | ۲۵ ژوئن ۱۹۸۶ (۲۵ سال)    | ۲۴   | ۲  | باشگاه فوتبال زسکا مسکو          |
| ۱۷ | مدافع     | بهرنگ صفری             | ۹ فوریه ۱۹۸۵ (۲۷ سال)    | ۲۴   | ۰  | باشگاه فوتبال اندرلشت            |
| ۱۸ | هافبک     | ساموئل هولمن           | ۲۸ ژوئن ۱۹۸۴ (۲۷ سال)    | ۲۸   | ۲  | باشگاه فوتبال استانبول           |
| ۱۹ | هافبک     | امیر بایرامی           | ۷ مارس ۱۹۸۸ (۲۴ سال)     | ۱۷   | ۲  | باشگاه فوتبال توئنته             |
| ۲۰ | مهاجم     | اولا تویفونن           | ۳ ژوئیه ۱۹۸۶ (۲۵ سال)    | ۲۶   | ۶  | باشگاه فوتبال پی‌اس‌وی آیندهوون    |
| ۲۱ | هافبک     | کریستین ویلهمسن        | ۸ دسامبر ۱۹۷۹ (۳۲ سال)   | ۷۷   | ۹  | الهلال عربستان                   |
| ۲۲ | مهاجم     | مارکوس روزنبرگ         | ۲۷ سپتامبر ۱۹۸۲ (۲۹ سال) | ۳۳   | ۶  | وردر برمن                        |
| ۲۳ | دروازه‌بان | پار هانسن              | ۲۲ ژوئن ۱۹۸۶ (۲۵ سال)    | ۲    | ۰  | باشگاه فوتبال هلسینگبورگ         |

### انگلستان
سرمربی: روی هاجسون
اعلام ترکیب اولیه و نهایی در تاریخ‌های ۱۶ مه، ۲۵ مه، ۲۸ مه، ۳۱ مه و ۳ ژوئن ۲۰۱۲
| ش. | پست       | بازیکن                  | ت‌ت (سن)                 | بازی | گل | باشگاه                       |
| -- | --------- | ----------------------- | ----------------------- | ---- | -- | ---------------------------- |
| ۱  | دروازه‌بان | جو هارت                 | ۱۹ آوریل ۱۹۸۷ (۲۵ سال)  | ۲۲   | ۰  | باشگاه فوتبال منچستر سیتی    |
| ۲  | مدافع     | گلن جانسون              | ۲۳ اوت ۱۹۸۴ (۲۷ سال)    | ۴۰   | ۱  | باشگاه فوتبال لیورپول        |
| ۳  | مدافع     | اشلی کول                | ۲۰ دسامبر ۱۹۸۰ (۳۱ سال) | ۹۸   | ۰  | باشگاه فوتبال چلسی           |
| ۴  | هافبک     | استیون جرارد (ک)        | ۳۰ مه ۱۹۸۰ (۳۲ سال)     | ۹۶   | ۱۹ | باشگاه فوتبال لیورپول        |
| ۵  | مدافع     | مارتین کلی              | ۲۷ آوریل ۱۹۹۰ (۲۲ سال)  | ۱    | ۰  | باشگاه فوتبال لیورپول        |
| ۶  | مدافع     | جان تری (بازیکن فوتبال) | ۷ دسامبر ۱۹۸۰ (۳۱ سال)  | ۷۷   | ۶  | باشگاه فوتبال چلسی           |
| ۷  | مهاجم     | تئو والکات              | ۱۶ مارس ۱۹۸۹ (۲۳ سال)   | ۲۸   | ۴  | باشگاه فوتبال آرسنال         |
| ۸  | هافبک     | جوردن هندرسون           | ۱۷ ژوئن ۱۹۹۰ (۲۱ سال)   | ۵    | ۰  | باشگاه فوتبال لیورپول        |
| ۹  | مهاجم     | اندی کارول              | ۶ ژانویه ۱۹۸۹ (۲۳ سال)  | ۷    | ۲  | باشگاه فوتبال لیورپول        |
| ۱۰ | مهاجم     | وین رونی                | ۲۴ اکتبر ۱۹۸۵ (۲۶ سال)  | ۷۶   | ۲۹ | باشگاه فوتبال منچستر یونایتد |
| ۱۱ | هافبک     | اشلی یانگ               | ۹ ژوئیه ۱۹۸۵ (۲۶ سال)   | ۲۵   | ۶  | باشگاه فوتبال منچستر یونایتد |
| ۱۲ | مدافع     | لیتون بینس              | ۱۱ دسامبر ۱۹۸۴ (۲۷ سال) | ۸    | ۰  | باشگاه فوتبال اورتون         |
| ۱۳ | دروازه‌بان | رابرت گرین              | ۱۸ ژانویه ۱۹۸۰ (۳۲ سال) | ۱۲   | ۰  | باشگاه فوتبال وستهام یونایتد |
| ۱۴ | مدافع     | فیل جونز                | ۲۱ فوریه ۱۹۹۲ (۲۰ سال)  | ۵    | ۰  | باشگاه فوتبال منچستر یونایتد |
| ۱۵ | مدافع     | جولیان لسکات            | ۱۶ اوت ۱۹۸۲ (۲۹ سال)    | ۲۰   | ۱  | باشگاه فوتبال منچستر سیتی    |
| ۱۶ | هافبک     | جیمز میلنر              | ۴ ژانویه ۱۹۸۶ (۲۶ سال)  | ۳۰   | ۰  | باشگاه فوتبال منچستر سیتی    |
| ۱۷ | هافبک     | اسکات پارکر             | ۱۳ اکتبر ۱۹۸۰ (۳۱ سال)  | ۱۷   | ۰  | باشگاه فوتبال تاتنهام هاتسپر |
| ۱۸ | مدافع     | فیل جگیلکا              | ۱۷ اوت ۱۹۸۲ (۲۹ سال)    | ۱۲   | ۰  | باشگاه فوتبال اورتون         |
| ۱۹ | هافبک     | استوارت داونینگ         | ۲۲ ژوئیه ۱۹۸۴ (۲۷ سال)  | ۳۴   | ۰  | باشگاه فوتبال لیورپول        |
| ۲۰ | هافبک     | الکس اوکسلاده-چامبرلین  | ۱۵ اوت ۱۹۹۳ (۱۸ سال)    | ۵    | ۰  | باشگاه فوتبال آرسنال         |
| ۲۱ | مهاجم     | جرمین دفو               | ۷ اکتبر ۱۹۸۲ (۲۹ سال)   | ۴۸   | ۱۵ | باشگاه فوتبال تاتنهام هاتسپر |
| ۲۲ | مهاجم     | دنی ولبک                | ۲۶ نوامبر ۱۹۹۰ (۲۱ سال) | ۹    | ۲  | باشگاه فوتبال منچستر یونایتد |
| ۲۳ | دروازه‌بان | جک بوتلند               | ۱۰ مارس ۱۹۹۳ (۱۹ سال)   | ۰    | ۰  | باشگاه فوتبال بیرمنگام سیتی  |

### فرانسه
سرمربی: لوران بلان
اعلام ترکیب اولیه و نهایی در تاریخ‌های ۹ مه، ۱۵ مه و ۲۹ مه ۲۰۱۲
| ش. | پست       | بازیکن          | ت‌ت (سن)                  | بازی | گل | باشگاه                        |
| -- | --------- | --------------- | ------------------------ | ---- | -- | ----------------------------- |
| ۱  | دروازه‌بان | هوگو لیوریس (ک) | ۲۶ دسامبر ۱۹۸۶ (۲۵ سال)  | ۳۷   | ۰  | باشگاه فوتبال المپیک لیون     |
| ۲  | هافبک     | متیو دبوچی      | ۲۸ ژوئیه ۱۹۸۵ (۲۶ سال)   | ۹    | ۱  | باشگاه فوتبال لیل             |
| ۳  | مدافع     | پاتریس اورا     | ۱۵ مه ۱۹۸۱ (۳۱ سال)      | ۴۲   | ۰  | باشگاه فوتبال منچستر یونایتد  |
| ۴  | مدافع     | عادل رامی       | ۲۷ دسامبر ۱۹۸۵ (۲۶ سال)  | ۲۴   | ۱  | باشگاه فوتبال والنسیا         |
| ۵  | مدافع     | فیلیپه مکسز     | ۳۰ مارس ۱۹۸۲ (۳۰ سال)    | ۲۹   | ۱  | آ.ث. میلان                    |
| ۶  | هافبک     | یوهان کابای     | ۱۴ ژانویه ۱۹۸۶ (۲۶ سال)  | ۱۶   | ۱  | باشگاه فوتبال نیوکاسل یونایتد |
| ۷  | هافبک     | فرانک ریبری     | ۷ آوریل ۱۹۸۳ (۲۹ سال)    | ۶۴   | ۱۰ | بایرن مونیخ                   |
| ۸  | مهاجم     | متیو والبوئنا   | ۲۸ سپتامبر ۱۹۸۴ (۲۷ سال) | ۱۲   | ۲  | باشگاه فوتبال المپیک مارسی    |
| ۹  | مهاجم     | اولیویر گیرود   | ۳۰ سپتامبر ۱۹۸۶ (۲۵ سال) | ۹    | ۱  | باشگاه فوتبال مون‌پلیه         |
| ۱۰ | مهاجم     | کریم بنزما      | ۱۹ دسامبر ۱۹۸۷ (۲۴ سال)  | ۴۹   | ۱۵ | باشگاه فوتبال رئال مادرید     |
| ۱۱ | مهاجم     | سمیر نصری       | ۲۷ ژوئن ۱۹۸۷ (۲۴ سال)    | ۳۵   | ۴  | باشگاه فوتبال منچستر سیتی     |
| ۱۲ | هافبک     | بلیس ماتویدی    | ۹ آوریل ۱۹۸۷ (۲۵ سال)    | ۴    | ۰  | باشگاه فوتبال پاریس سن ژرمن   |
| ۱۳ | مدافع     | آنتونی رولیر    | ۱۰ نوامبر ۱۹۷۹ (۳۲ سال)  | ۱۸   | ۱  | باشگاه فوتبال المپیک لیون     |
| ۱۴ | مهاجم     | جرمی منز        | ۷ مه ۱۹۸۷ (۲۵ سال)       | ۱۶   | ۲  | باشگاه فوتبال پاریس سن ژرمن   |
| ۱۵ | مهاجم     | فلورن مالودا    | ۱۳ ژوئن ۱۹۸۰ (۳۱ سال)    | ۸۰   | ۹  | باشگاه فوتبال چلسی            |
| ۱۶ | دروازه‌بان | استیو مانداندا  | ۲۸ مارس ۱۹۸۵ (۲۷ سال)    | ۱۵   | ۰  | باشگاه فوتبال المپیک مارسی    |
| ۱۷ | هافبک     | یان ام‌ویا       | ۲۹ ژوئن ۱۹۹۰ (۲۱ سال)    | ۲۲   | ۱  | باشگاه فوتبال رن              |
| ۱۸ | هافبک     | آلو دیارا       | ۱۵ ژوئیه ۱۹۸۱ (۳۰ سال)   | ۴۴   | ۰  | باشگاه فوتبال المپیک مارسی    |
| ۱۹ | هافبک     | ماروین مارتین   | ۱۰ ژانویه ۱۹۸۸ (۲۴ سال)  | ۱۴   | ۲  | باشگاه فوتبال سوشو            |
| ۲۰ | مهاجم     | حاتم بن عرفاً    | ۷ مارس ۱۹۸۷ (۲۵ سال)     | ۱۳   | ۲  | باشگاه فوتبال نیوکاسل یونایتد |
| ۲۱ | مدافع     | لورن کوشیلنی    | ۱۰ سپتامبر ۱۹۸۵ (۲۶ سال) | ۴    | ۰  | باشگاه فوتبال آرسنال          |
| ۲۲ | مدافع     | گائل کلیچی      | ۲۶ ژوئیه ۱۹۸۵ (۲۶ سال)   | ۱۵   | ۰  | باشگاه فوتبال منچستر سیتی     |
| ۲۳ | دروازه‌بان | سدریک کاراسو    | ۳۰ دسامبر ۱۹۸۱ (۳۰ سال)  | ۱    | ۰  | باشگاه فوتبال بوردو           |

## آمارها بر پایه بازیکنان

### بر پایه باشگاه
| بازیکنان | باشگاه‌ها |
| -------- | --- |
| ۱۲       | بایرن مونیخ |
| ۱۱       | باشگاه فوتبال رئال مادرید |
| ۱۰       | باشگاه فوتبال دینامو کیف |
| ۹        | باشگاه فوتبال آرسنال, باشگاه فوتبال لیورپول |
| ۸        | باشگاه فوتبال بارسلونا, بروسیا دورتموند, باشگاه فوتبال منچستر سیتی, باشگاه فوتبال شاختار دونتسک |
| ۷        | باشگاه فوتبال چلسی, باشگاه فوتبال زسکا مسکو, یوونتوس, باشگاه فوتبال منچستر یونایتد, باشگاه فوتبال زنیت سن پترزبورگ |
| ۶        | باشگاه فوتبال آ. ث. میلان, باشگاه فوتبال المپیاکوس, باشگاه فوتبال پی‌اس‌وی آیندهوون, باشگاه فوتبال ویکتوریا پلزن |
| ۵        | دینامو زاگرب, باشگاه فوتبال دنیپرو دنیپروپتروفسک, باشگاه فوتبال دینامو مسکو, باشگاه فوتبال اورتون, باشگاه فوتبال تاتنهام هاتسپر |
| ۴        | بایر ۰۴ لورکوزن, باشگاه فوتبال سلتیک, باشگاه فوتبال اویا, باشگاه فوتبال پاریس سن ژرمن, باشگاه فوتبال پائوک, آ. اس. رم, باشگاه فوتبال ساندرلند, باشگاه فوتبال والنسیا, وردر برمن, باشگاه فوتبال وست برومویچ آلبیون |
| ۳        | باشگاه فوتبال بشیکتاش, باشگاه فوتبال بوردو, باشگاه فوتبال براگا, باشگاه فوتبال فولهام, باشگاه فوتبال لخ پوزنان, باشگاه فوتبال المپیک لیون, باشگاه فوتبال المپیک مارسی, باشگاه فوتبال نیوکاسل یونایتد, Nordsjælland, باشگاه فوتبال پاناتینایکوس, باشگاه فوتبال پورتو, شالکه ۰۴, باشگاه فوتبال سویا, باشگاه فوتبال اسپارتاک مسکو, باشگاه فوتبال اسپورتینگ پرتغال, باشگاه فوتبال ولورهمپتون واندررز, |
| ۲        | باشگاه فوتبال آ. ا. ک آتن, باشگاه فوتبال آژاکس آمستردام, باشگاه فوتبال اندرلشت, باشگاه فوتبال استون ویلا, باشگاه فوتبال اتلتیک بیلبائو, باشگاه فوتبال اتلتیکو مادرید, باشگاه فوتبال ای‌زد آلکمار, باشگاه فوتبال بنفیکا, بولونیا, باشگاه فوتبال بروندبی, باشگاه فوتبال کپنهاگن, باشگاه فوتبال گالاتاسرای, جنوا, هانوفر ۹۶, باشگاه فوتبال لگیا ورشو, باشگاه فوتبال لستر سیتی, باشگاه فوتبال لوکوموتیو مسکو, باشگاه فوتبال مالاگا, باشگاه فوتبال متالیست خارکوف, باشگاه فوتبال موناکو, ناپولی, پالرمو, باشگاه فوتبال سوشو, باشگاه فوتبال استوک سیتی, اشتوتگارت, باشگاه فوتبال توئنته, وولفسبورگ, باشگاه فوتبال رئال ساراگوسا |
| ۱        | الهلال عربستان, باشگاه فوتبال آنورتوسیس فاماگوستا, باشگاه فوتبال آنژی ماخاچ‌کالا, باشگاه فوتبال آریس سالونیک, باشگاه فوتبال آترومیتوس, باشگاه فوتبال اوسر, باشگاه فوتبال بیرمنگام سیتی, باشگاه فوتبال بلکبرن راورز, بروسیا مونشن‌گلادباخ, باشگاه فوتبال سی‌اف‌آر کلوژ, باشگاه فوتبال کلوب بروژ, باشگاه فوتبال دربی کانتی, اینتراخت فرانکفورت, باشگاه فوتبال الفسبورگ, باشگاه فوتبال فنرباغچه, باشگاه فوتبال فاینورد, فیورنتینا, فورتونا دوسلدورف, باشگاه فوتبال گوتنبورگ, باشگاه فوتبال گرونینگن, هامبورگ, باشگاه فوتبال هیرنفین, باشگاه فوتبال هلسینگبورگ, هرتابرلین, باشگاه فوتبال هال سیتی, باشگاه فوتبال ایلیچیفتس ماریوپول, اینتر میلان, باشگاه فوتبال استانبول, باشگاه فوتبال باومیت یابلونتس, باشگاه فوتبال یاگلونیا بیاویستوک, کایزرسلاوترن, کلن, لاتزیو, باشگاه فوتبال لیل, باشگاه فوتبال لس‌آنجلس گلکسی, باشگاه فوتبال مکابی حیفا, باشگاه فوتبال ماینس ۰۵, باشگاه فوتبال میدتیلند, باشگاه فوتبال میلوال, باشگاه فوتبال مون‌پلیه, باشگاه فوتبال ان. ئی. سی, نورنبرگ, پارما, باشگاه فوتبال رن, باشگاه فوتبال روستوف, باشگاه فوتبال روبین کازان, باشگاه فوتبال سامسون‌اسپور, باشگاه فوتبال سیواس‌اسپور, باشگاه فوتبال اسلوان لیبرتس, باشگاه فوتبال سوانزی سیتی, باشگاه فوتبال تاوریا سیمفروپول, باشگاه فوتبال ترک گروزنی, تورینو, باشگاه فوتبال ترابزون‌اسپور, اودینزه, باشگاه فوتبال فورسکلا پولتاوا, باشگاه فوتبال وستهام یونایتد, باشگاه فوتبال یانگ‌بویز |

| بازیکنان | باشگاه‌ها                                      |
| -------- | --------------------------------------------- |
| ۷۷†      | انگلستان                                      |
| ۴۵       | آلمان                                         |
| ۳۴       | اسپانیا                                       |
| ۳۱       | ایتالیا                                       |
| ۲۹       | روسیه                                         |
| ۲۸       | اوکراین                                       |
| ۲۵‡      | فرانسه                                        |
| ۱۷       | یونان                                         |
| ۱۶       | هلند                                          |
| ۱۱       | پرتغال، ترکیه                                 |
| ۸        | جمهوری چک، دانمارک                            |
| ۶        | لهستان                                        |
| ۵        | کرواسی                                        |
| ۴        | اسکاتلند                                      |
| ۳        | بلژیک، سوئد                                   |
| ۱        | قبرس، اسرائیل، رومانی، عربستان، سوئیس، آمریکا |

## توضیحات
1. ↑  "Deux pré-listes dévoilées le 9 et 15 mai" [Two shortlists unveiled on 9 and 15 May] (به فرانسوی). 2 May 2012. Archived from the original on 8 June 2012. Retrieved 30 June 2012.
2. ↑  "Regulations of the UEFA European Football Championship 2006/08" (PDF). UEFA. p. 22. Retrieved 2 May 2012.
3. ↑  "Smuda picks Poland's provisional EURO squad". UEFA.com. UEFA. 3 May 2012.
4. ↑  "Poland confirm UEFA EURO 2012 party". UEFA.com. UEFA. 27 May 2012.
5. ↑  "Santos goes for experience with Greece selection". UEFA.com. 17 May 2012.
6. ↑  "Kone and Tziolis out in the cold as Greece name Euro 2012 squad". goal.com. goal.com. 28 May 2012.
7. ↑  "Untried duo in provisional Russia squad". UEFA.com. 11 May 2012.
8. ↑  "Berezutski ruled out of Russia's EURO campaign". UEFA.com. 20 May 2012.
9. ↑  "Russia shorn of Shishkin for EURO". UEFA.com. 24 May 2012.
10. ↑  "Advocaat announced the finalized Euro Squad" (به روسی). 25 May 2012.
11. ↑  "Rajtoral, Suchý and Kolář make cut for Czechs". UEFA.com. 14 May 2012.
12. ↑  "Darida joins Czech squad at Pudil's expense". UEFA.com. 28 May 2012.
13. ↑  "Rosický makes the cut with Czechs". UEFA.com. 29 May 2012.
14. ↑  "VAN MARWIJK KIEST 36 INTERNATIONALS". knvb.nl. KNVB. 7 May 2012. Archived from the original on 13 May 2012. Retrieved 30 June 2012.
15. ↑  "Pieters pulls out of Netherlands' provisional squad for Euro 2012". goal.com. goal.com. 7 May 2012.
16. ↑  "Van Marwijk cuts provisional Dutch squad to 27". UEFA.com. 15 May 2012.
17. ↑  "Bouma and Willems make final Dutch squad". UEFA.com. 26 May 2012.
18. ↑  "Olsen leaves three spaces in Denmark party". UEFA. 16 May 2012.
19. ↑  "Olsen adds Lindegaard to Denmark squad". uefa.com. UEFA. Retrieved 19 May 2012.
20. ↑  "Okore and Pedersen complete Denmark squad". uefa.com. UEFA. Retrieved 24 May 2012.
21. ↑  "Denmark's Sorensen ruled out of Euro 2012". Goal.com. 2012-05-29. Retrieved 2012-06-03.
22. ↑  "Draxler included in provisional Germany squad". UEFA. 7 May 2012.
23. ↑  "The "Mannschaft"". DFB. Retrieved 29 February 2012.
24. ↑  "Bento adds fresh faces to final Portugal squad". UEFA. 14 May 2012.
25. ↑  "Viana replaces Martins after five-year absence". UEFA. 23 May 2012.
26. ↑  "Atlético trio in Spain friendly party". UEFA. 15 May 2012.
27. ↑  "Spain add Mata, Torres to squad". UEFA. 21 May 2012. Archived from the original on 25 May 2012. Retrieved 30 June 2012.
28. ↑  "Holders Spain include Pedro in final EURO squad". UEFA. 27 May 2012.
29. ↑  "Di Natale recalled for provisional Italy squad". UEFA. 13 May 2012.
30. ↑  "Ranocchia and Destro miss Italy cut". UEFA. 29 May 2012.
31. ↑  "Criscito dropped by Italy". skysports.com. 29 May 2012.
32. ↑  "McCarthy out as Trapattoni names Ireland squad". Union of European Football Associations. 7 May 2012.
33. ↑  "UEFA EURO 2012 dream over for Ireland's Fahey". Union of European Football Associations. 26 May 2012.
34. ↑  "Kevin Foley dropped from Republic of Ireland squad". The Guardian. 29 May 2012. Retrieved 29 May 2012.
35. ↑  "Croatia Coach Bilić to stand down after EURO". Uefa.com. 10 May 2012.
36. ↑  "Bilić reduces Croatia squad to final 23". Uefa.com. 29 May 2012.
37. ↑  Rupnik, Borna (4 June 2012). "Ivica Olić ipak ostao bez Europskog prvenstva, u Poljsku i Ukrajinu putuje Kalinić". Sportnet.hr (به کروات). Archived from the original on 2 April 2015. Retrieved 4 June 2012.
38. ↑  Korać, Branimir (7 June 2012). "Iličević bez Eura, vraćen Vrsaljko". Sportnet.hr (به کروات). Retrieved 7 June 2012.[پیوند مرده]
39. ↑  "Ukraine squad short on goalkeeping experience". UEFA. 8 May 2012.
40. ↑  "Blokhin confirms Ukraine's finals party". UEFA. 29 May 2012.
41. ↑  "Guidetti ruled out of Hamrén's Sweden squad". UEFA. 14 May 2012.
42. ↑  "Hodgson Names Euro 2012 Squad". TheFA.com. The Football Association. 16 May 2012.
43. ↑  "John Ruddy ruled out of England Euro 2012 squad with injury". BBC Sport. British Broadcasting Corporation. 25 May 2012.
44. ↑  "Euro 2012: Injury rules Gareth Barry out of Euros". BBC Sport. British Broadcasting Corporation. 28 May 2012.
45. ↑  "Euro 2012: England's Frank Lampard ruled out through injury". BBC Sport. BBC. 31 May 2012.
46. ↑  "Ben Arfa selected by France Coach Blanc". UEFA. 9 May 2012.
47. ↑  "Yanga-Mbiwa earns surprise France call-up". UEFA. 15 May 2012.
48. ↑  "Blanc finds no place for Gourcuff, Yanga-Mbiwa". UEFA. 29 May 2012.